# 미추홀타워
미추홀타워(彌鄒忽-)는 대한민국 인천광역시 연수구 송도동에 위치한 건축물이다. 지상 21층, 지하 2층으로 구성되어 있고 2006년에 착공하여 2009년에 완공하였다.
국립 인천대학교의 건물로써 별관 A동은 2013년 넘겨받았다. 2014년 미추홀캠퍼스의 별관 B동과 R&D부지 등등을 인천시로부터 인수받은 건물이다. 또한 미추홀타워 본관은 인천경제산업정보테크노파크에서 관리하며 운영하고 있다.

## 같이 보기
- 갯벌타워